# فوميياس هاتا
فوميياس هاتا (باليابانية: 秦 文康) (مواليد 28 يوليو 1976)، هو لاعب كرة قدم سابق كان يلعب كمدافع.